# Young Ace
Young Ace (ヤングエース) é uma revista mensal de mangás publicada pela editora Kadokawa Shoten.

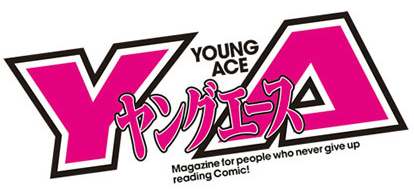
Logo da Young Ace.

A temática da revista é voltada ao público masculino adulto (seinen).

## Séries atuais
| Título da série                                                                                 | Autor               | Início           |
| ----------------------------------------------------------------------------------------------- | ------------------- | ---------------- |
| Bannou Kanteishi Q no Jikenbo (万能鑑定士Qの事件簿)                                             | Matsuoka Keisuke    | Dezembro de 2012 |
| Bungou Stray Dogs (文豪ストレイドッグス)                                                        | Asagiri Kafka       | Dezembro de 2012 |
| Deaimon (であいもん)                                                                            | Asano Rin           | Maio de 2016     |
| Drug & Drop (ドラッグ＆ドロップ)                                                                | CLAMP               | Novembro de 2011 |
| Fate/stay night: Heaven's Feel (Fate／stay night [Heaven's Feel])                               | Type-Moon           | Maio de 2015     |
| Fate/Zero (フェイト／ゼロ)                                                                      | Urobuchi Gen        | Janeiro de 2011  |
| Gojikanme no Sensou (五時間目の戦争)                                                            | Yuu                 | Maio de 2014     |
| Gunners (ガンナーズ)                                                                            | Tennouji Kitsune    | Julho de 2011    |
| Hadaka Mantle no Ronriteki Saiban (裸マントの論理的裁判)                                        | Matsubayashi Satoru | Dezembro de 2013 |
| Hoozuki-san Chi no Aneki (+Imouto) (鬼灯さん家のアネキ（+妹）)                                  | Igarashi Ran        | Abril de 2014    |
| Iinazuke Kyoutei (許嫁協定)                                                                     | Fukudahda           | Julho de 2012    |
| Isekai Izakaya "Nobu" (異世界居酒屋「のぶ」)                                                    | Semikawa Natsuya    | Julho de 2015    |
| Issekai Houtei: Rebuttal Barista (異世界法廷～反駁の異法弁護士〈リバタル・バリスタ〉～)         | Kawamoto Homura     | Agosto de 2016   |
| Isuca (イスカ)                                                                                  | Takahashi Osamu     | Julho de 2009    |
| Mahou Shoujo Yongou-chan (魔砲少女四号ちゃん)                                                   | Marukawa Tomohiro   | Abril de 2014    |
| Match Shoujo (燐寸少女)                                                                         | Suzuki Sanami       | Abril de 2013    |
| Nana Maru San Batsu (ナナマル サンバツ)                                                         | Sugimoto Iqura      | Novembro de 2010 |
| Nein: 9th Story (Nein ～9th Story～)                                                            | Arisaka Ako         | Dezembro de 2015 |
| Noushou Sakuretsu Girl (脳漿炸裂ガール)                                                         | Rerulili            | Abril de 2015    |
| Oz to Elza (オズとエルザ)                                                                       | Sakakibara Sousou   | Julho de 2015    |
| S Watari-san to M Mura-kun (S渡さんとM村くん)                                                   | Hideki              | Agosto de 2015   |
| Sakurako-san no Ashimoto ni wa Shitai ga Umatteiru (櫻子さんの足下には死体が埋まっている)       | Ota Shiori          | Julho de 2015    |
| Sherlock (SHERLOCK)                                                                             | Jay.                | Outubro de 2012  |
| Shinseiki Evangelion: Pikopiko Chuugakusei Densetsu (新世紀エヴァンゲリオン ピコピコ中学生伝説) | Kawata Yushi        | Abril de 2014    |
| Teikoku no Shinpei (帝国の神兵)                                                                 | Kusaka Shinya       | Dezembro de 2014 |

## Séries finalizadas
- Ageha wo Ou Monotachi
- Akuma no Ikenie
- Another
- Another 0
- Batosupi!
- Benten Rock You.
- Black★Rock Shooter: Innocent Soul
- Blood Lad
- Boku Dake ga Inai Machi
- Boku dake ga Inai Machi: Re
- Boku ni Koisuru Mechanical
- Bonten no Moribito
- Border
- Concrete Revolutio: Choujin Gensou
- Daimajin Kanon
- Daisuki desu!! Mahou Tenshi Cosmos
- Datenshi Gakuen Devil Paradise
- Echo/Zeon
- Hakoniwa no Fräulein
- Hlöcclinie
- Hokkenshitsu
- Hoozuki-san Chi no Aneki
- Idol Chronicle
- Inari, Konkon, Koi Iroha.
- Inugami-san to Sarutobi-kun wa Naka ga Warui.
- JA - Joshi ni Yoru Agriculture
- Kamiigusa Animators
- Kansokusha Tamami
- Kill la Kill
- Koaka Head
- Kurosagi Shitai Takuhaibin
- Last Exile: Ginyoku no Fam
- Machigatta Light Novel no Tsukurikata
- Magdala de Nemure
- Manzai Gang
- Midas Eater
- Moe Han!
- Mouhitsu Hallucination
- Mujaki na Majo to Boku no Nichijou
- Nagato Yuki-chan no Shoushitsu
- O/A
- Oniichan no Koto ga Sukisugite Nyan Nyan Shitai Brocon Imouto dakedo Sunao ni Narenai no
- Ookami Kodomo no Ame to Yuki
- Panty & Stocking with Garterbelt
- Project Doll Phone
- Renai Shimasen ka?
- Saenai Heroine no Sodatekata: Egoistic-Lily
- Saihate no Diasta
- Sayonara Nocturne
- Sengoku Yankee
- Sentou Jousai Masurawo
- Shunpuu Ouka
- Shururun Yukiko Hime-chan feat. Dororon Enma-kun
- Spec: Rei
- Sugar Dark: Umerareta Yami to Shoujo
- Summer Wars
- Tajuu Jinkaku Tantei Psycho
- Teizokurei Monophobia
- Toki wo Kakeru Shoujo: After
- Tony Takezaki no Evangelion
- Top wo Narae! GunBuster
- Usotsuki Mii-kun to Kowareta Maa-chan: Totteoki no Uso
- Vermillion
- World Gaze Clips
- Yamegoku: Yakuza Yamete Itadakimasu
- Yaotsukumo
- Yuri na Watashi to Akuma na Kanojo(?)
- Yuzu chu♥
- Zettai Shoujo Seiiki Amnesian